# Giardino d'amore alla corte di Filippo il Buono
Il Giardino d'amore alla corte di Filippo il Buono è un dipinto a tempera e olio su tavola (164x120 cm) di un anonimo maestro borgognone, databile al 1460 circa e conservato nel Musée de Versailles a Parigi.

## Storia e descrizione
L'opera, di un maestro anonimo, mostra in maniera simbolica i festeggiamenti della corte di Filippo il Buono per il matrimonio del suo ciambellano André de Toulongeon al castello di Hesdin, nel 1432.
In una campagna, all'ombra di una dimora signorile sospesa su un laghetto, sta avvenendo un banchetto in cui sono invitati dei giovani ben vestiti di bianco e oro. Sono presenti dei suonatori e sono rappresentate varie attività ludiche legate alla corte: la caccia, l'andare a cavallo, la falconeria, il mangiare e bere, il passeggio.
Alcuni servitori sono rappresentati qua e là, come i due che, alle cannelle della stessa fontana in alto a destra, si dissetano e lavano le stoviglie preziose: la presenza dell'acqua ricorda il tema iconografico della fonte della giovinezza.
In basso a destra compare l'unica figura fuori luogo, un goffo personaggio vestito di rosso che si aggira brandendo un bastone. Si tratta della figura popolare del matto, estraneo al resto dei personaggi, che aveva il compito di richiamare bruscamente al concetto di vanità e della brevità della giovinezza.